# 比尔·史密斯
小威廉·梅尔文·史密斯（英語：William Melvin Smith Jr.，1924年5月16日—2013年2月8日），生于夏威夷檀香山，美国前男子游泳运动员。他曾获得2枚奥林匹克运动会金牌，也是4个项目的前世界纪录保持者。